# ブオナルベルゴ
ブオナルベルゴ（イタリア語: Buonalbergo）は、イタリア共和国カンパニア州ベネヴェント県にある、人口約1,700人の基礎自治体（コムーネ）。

## 地理

### 位置・広がり
ベネヴェント県東部のコムーネ。県都ベネヴェントから東北東へ19kmの距離にある。

#### 隣接コムーネ
隣接するコムーネは以下の通り。括弧内のAVはアヴェッリーノ県所属を示す。
- アーピチェ
- カザルボレ (AV)
- モンテカルヴォ・イルピーノ (AV)
- パドゥーリ
- サン・ジョルジョ・ラ・モラーラ
- サンタルカンジェロ・トリモンテ

## 行政

### 分離集落
以下の分離集落（フラツィオーネ）がある。
- Brecciale, Campanili, Cesine, Ficonera, Fontanone, Montepalumbo, Fontana Crocelle, Ponteladrone, Scarpuzza, Tavernola, Toppo del Notaio